# Charles Van Boven
Charles Van Boven, né et mort à des dates inconnues, est un footballeur belge actif durant les années 1940 et 1950. Il joue durant toute sa carrière pour le K Beerschot VAC.

## Carrière
Charles Van Boven fait ses débuts en Division d'Honneur avec le Beerschot en 1943. Les compétitions ont lieu sous l'Occupation allemande jusqu'en 1944, quand la reprise des combats qui marqueront la fin de la Seconde Guerre mondiale les interrompent. Après la libération, le sport reprend ses droits et le championnat retrouve un déroulement normal. Titulaire au Beerschot, Charles Van Boven voit ses bonnes performances en club récompensées par deux convocations en équipe nationale belge durant le mois de mai 1947 mais il reste sur le banc durant l'intégralité des deux rencontres. Il poursuit sa carrière pour le club anversois jusqu'en 1955, quand il décide de prendre sa retraite sportive.

## Statistiques
| Saison                | Club                  | Championnat           | Championnat | Championnat | Coupe(s) nationale(s) | Coupe(s) nationale(s) | Total | Total |
| Saison                | Club                  | Division              | M.          | B.          | M.                    | B.                    | M.    | B.    |
| 1943-1944             | K Beerschot VAC       | Division 1            | -           | -           | 0                     | 0                     | 0     | 0     |
| 1945-1946             | K Beerschot VAC       | Division 1            | -           | -           | 0                     | 0                     | 0     | 0     |
| 1946-1947             | K Beerschot VAC       | Division 1            | -           | -           | 0                     | 0                     | 0     | 0     |
| 1947-1948             | K Beerschot VAC       | Division 1            | -           | -           | 0                     | 0                     | 0     | 0     |
| 1948-1949             | K Beerschot VAC       | Division 1            | -           | -           | 0                     | 0                     | 0     | 0     |
| 1949-1950             | K Beerschot VAC       | Division 1            | -           | -           | 0                     | 0                     | 0     | 0     |
| 1950-1951             | K Beerschot VAC       | Division 1            | -           | -           | 0                     | 0                     | 0     | 0     |
| 1951-1952             | K Beerschot VAC       | Division 1            | -           | -           | 0                     | 0                     | 0     | 0     |
| 1952-1953             | K Beerschot VAC       | Division 1            | -           | -           | 0                     | 0                     | 0     | 0     |
| 1953-1954             | K Beerschot VAC       | Division 1            | -           | -           | -                     | -                     | 0     | 0     |
| 1954-1955             | K Beerschot VAC       | Division 1            | -           | -           | -                     | -                     | 0     | 0     |
| Total sur la carrière | Total sur la carrière | Total sur la carrière | 1           | -           | -                     | -                     | 1     | 0     |

## Carrière internationale
Charles Van Boven compte deux convocations en équipe nationale belge. La première intervient le 4 mai 1947 et la seconde le 18 mai, pour deux rencontres amicales respectivement contre les Pays-Bas et l'Écosse mais il reste sur le banc des remplaçants durant l'intégralité des deux matches et n'a donc jamais joué avec les « Diables Rouges ».
Le tableau ci-dessous reprend toutes les sélections de Charles Van Boven. Le score de la Belgique est toujours indiqué en gras.
| Date       | Compétition  | Adversaire | Lieu      | Score | Remarque |
| ---------- | ------------ | ---------- | --------- | ----- | -------- |
| 04/05/1947 | Match amical | Pays-Bas   | Anvers    | 1-2   |          |
| 18/05/1947 | Match amical | Écosse     | Bruxelles | 2-1   |          |